# Medalha de bronze

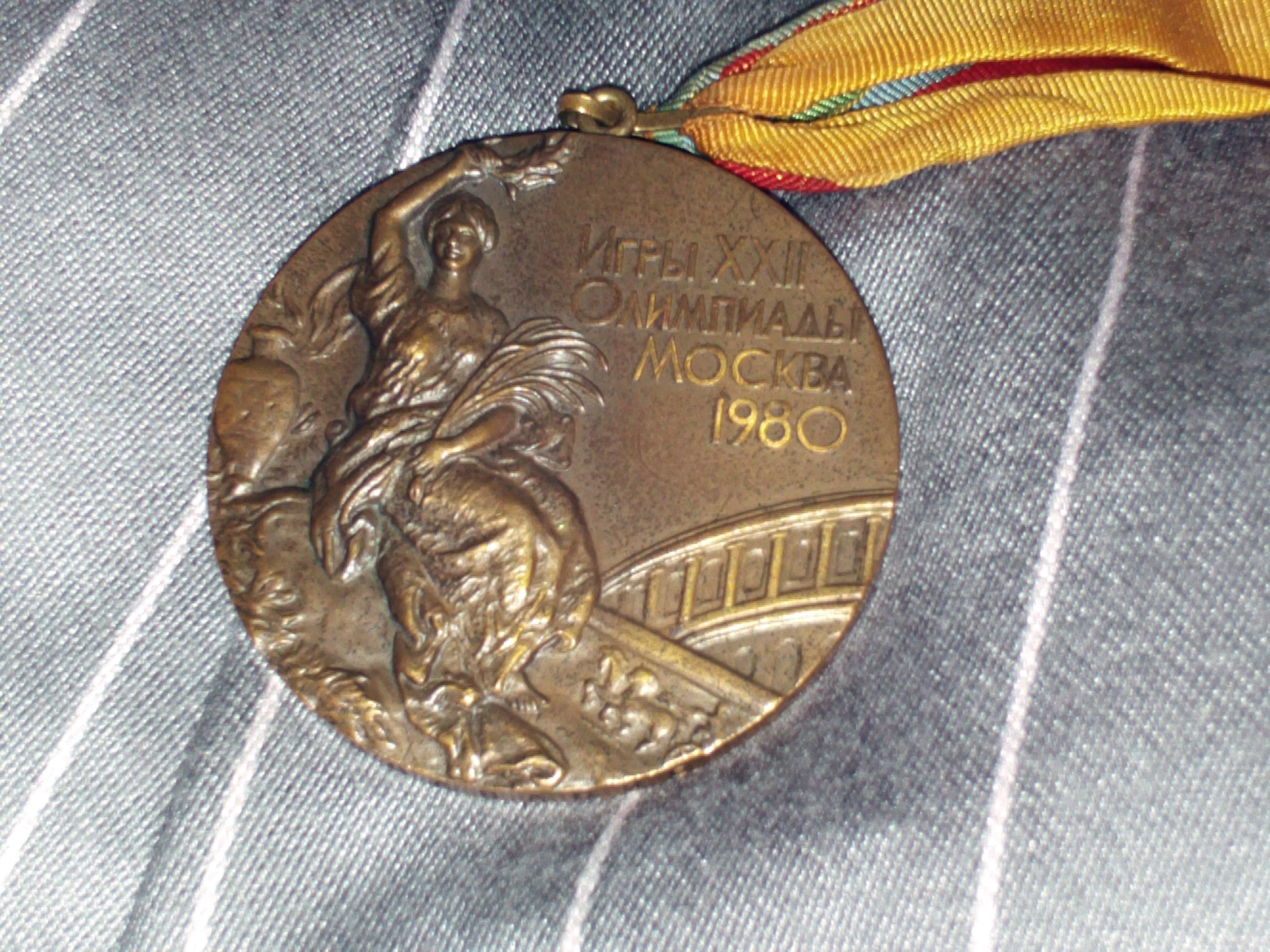
Uma medalha de bronze do jogos olímpicos de verão de 1980

A medalha de bronze é uma medalha costumeiramente entregue aos participantes que terminam suas provas em terceiro lugar em competições atléticas como os Jogos Olímpicos e os Jogos Pan-Americanos, entre outros.
A prática de conceder medalhas feitas de bronze aos terceiros lugares se iniciou nos Jogos Olímpicos de Verão de 1904, disputados na cidade norte-americana de Saint Louis; anteriormente apenas o primeiro (medalha de ouro) e o segundo lugar (medalha de prata) eram premiados.